# Toxorhina (Toxorhina) fragilis
Toxorhina (Toxorhina) fragilis is een tweevleugelige uit de familie steltmuggen (Limoniidae). De soort komt voor in het Neotropisch gebied.